# Partido judicial de Logrosán

Mapa municipal de la provincia de Cáceres con sus partidos judiciales.

El partido judicial de Logrosán es el partido judicial n.º 7 de la provincia de Cáceres y uno de los siete partidos judiciales, de la provincia de Cáceres en la comunidad autónoma  de Extremadura (España). Constituido a principios del siglo XIX con 20 municipios, actualmente tiene doce municipios.

## Municipios

### Municipios fundadores
Está situado en el sureste de la provincia, lindando con las provincias de Toledo y de Badajoz; al norte con el partido de Navalmoral y al oeste con el partido de Trujillo.
Pertenecen a la comarca de Las Villuercas los siguientes municipios:
| - Alía - Berzocana - Cabañas | - La Calera - Cañamero - Guadalupe | - Logrosán - Navezuelas - Retamosa | - Roturas - Solana |

Pertenecen a la comarca de la Comarca de Trujillo los siguientes municipios:
| - Abertura - Alcollarín | - Campo - Conquista | - Garciaz - Herguijuela | - Madrigalejo - Zorita |

También figura en la relación el municipio de Robledo Llano en la comarca de los Ibores

### Evolución histórica
En el año 1960 estaba formado por trece municipios, habiendo pasado al Trujillo Conquista y Herguijuela mientras que Robledollano pasó al de Navalmoral.

### Municipios actuales
A principios del siglo XXI agrupaba los siguientes doce municipios:
| - Abertura - Alcollarín - Alía | - Berzocana - Cabañas del Castillo - Campo Lugar | - Cañamero - Guadalupe - Logrosán | - Madrigalejo - Navezuelas - Zorita |

## Comarcalización
Según el Ministerio de Agricultura, Alimentación y Medio Ambiente, este partido judicial constituye una de las diez comarcas agrarias de la provincia de Cáceres.